# Нильссон, Ингер
Карин Ингер Моника Нильссон (швед. Karin Inger Monica Nilsson род. 4 мая 1959, Чиса, Швеция) — шведская актриса, наиболее известная по роли Пеппи Длинныйчулок в телевизионном сериале 1969 года и последовавшей за ним серии фильмов.

## Молодость и карьера

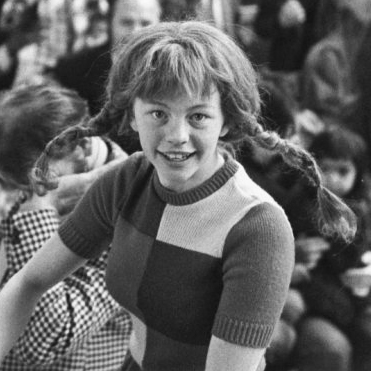

Ингер Нильссон выросла в Чисе. В 1969 году она была выбрана на роль Пеппи в телесериале Пеппи Длинныйчулок. В Швеции настала так называемая «Пеппимания» и к 1970 году были также сняты два полнометражных фильма «Путешествие с Пеппи Длинныйчулок» и «Пеппи Длинныйчулок на семи морях». Окончив школу Нильссон работала секретаршей, но потом сосредоточилась на актёрской карьере. Была реквизитором в театре Остготеатерн, 4 года играла в театре Крунуберг в Векшё, снималась в сериале «Паника в клинике» и пьесе «Странная парочка». Также снялась в немецком фильме Грипсхольм, играла различные роли в театрах Стокгольма. В декабре 2005 года она играла в пьесе по мотивам романа Стивена Кинга «Мизери» в Стокгольме. В 2006 году она работала в качестве медицинского секретаря в Стокгольме. С лета 2006 года она играет коронера Эву в сериале «Инспектор и море» по мотивам книг Мари Юнгстедт. Ингер Нильссон часто признается в том, что из-за роли Пеппи ей трудно получать другие роли.

## Фильмография[1]
- 1969 — Пеппи Длинныйчулок — Пеппи
- 1970 — Пеппи Длинныйчулок на семи морях — Пеппи
- 1970 — Путешествие с Пеппи Длинныйчулок — Пеппи
- 1973 — Вот идёт Пеппи Длинныйчулок — Пеппи
- 1991 — Бойкая Кайса — Юлиана
- 1994 — Паника в клинике (сериал) — Джессика Верстен
- 2000 — Грипсхольм — фрау Андерссон
- 2006 — AK3 (сериал) — Барбру
- 2007—2014 — Инспектор и море (сериал) — Эва
- 2009 — Джунгли знаменитостей (телепередача) — участница (четвёртое место)